# 長田いろは
長田 いろは（ながた いろは、1998年12月21日 - ）は、日本の女子ラグビーユニオン選手。
東京オリンピック強化指定選手でもある。

## プロフィール
- 福岡県北九州市小倉北区出身[1]。
- 身長 167cm、体重 62kg
- ポジションはフランカー(FL)。
- 7人制女子日本代表にも選ばれた[2]。
- 女子日本代表キャップ数は20(2022年11月現在)。

## 来歴
2017年、門司学園高校卒業後、立正大学に入り、同年7月には女子ラグビーワールドカップ2017の15人制女子日本代表に選ばれた。
2021年、立正大学卒業。
2022年、ラグビーワールドカップ2021の女子日本代表に選ばれた。